# Task Force 88
La Task Force 88 est la force aéronavale, composée d'unités de la Royal Navy, de l'US Navy et d'autres marines alliées, qui opère au large de la Provence en août 1944 dans le cadre du Débarquement de Provence. Elle est dissoute à la fin des opérations, le 29 août 1944.

## Ses missions
L'objectif de la Task Force 88 est d'assurer le succès du débarquement de Provence. Pour cela, elle opère comme une force tactique : elle doit assurer la supériorité aérienne sur les plages du débarquement, tout en appuyant les troupes au sol (mitraillage de troupes, camions, tanks ou trains ennemis, bombardement de batteries côtières, ponts...).

## Composition de laTask Force 88
| TASK GROUPE 88.1                   | TASK GROUPE 88.2                       | VOC-01 (en Corse)         |
| ---------------------------------- | -------------------------------------- | ------------------------- |
| * HMS Pursuer (881st Sq.) F4F      | * USS Tulagi (COF-01) F6F              | * 12 F6F version nocturne |
| * HMS Searcher (882nd Sq.) F4F     | * USS Kasaan Bay (VF-74) F6F           |                           |
| * HMS Attacker (879th Sq.) Seafire | * HMS Hunter (D80) (807th Sq.) Seafire |                           |
| * HMS Emperor (800th Sq.) F6F      | * HMS Stalker (809th Sq.) Seafire      |                           |
| * HMS Khedive (899th Sq.) Seafire  | * HMS Colombo                          |                           |
| * HMS Delhi                        | * HMS Caledon                          |                           |
| * HMS Royalist                     | * 6 destroyers américains              |                           |
| * 5 destroyers britanniques        |                                        |                           |
| * 1 destroyer grec                 |                                        |                           |